# Beatrice Kramm
Beatrice Kramm (geb. Zeidler, * 19. August 1965 in Duisburg) ist eine deutsche Film- und Fernsehproduzentin. Sie ist Vorsitzende der Geschäftsführung der Polyphon Film- und Fernsehgesellschaft GmbH und ihrer Tochterunternehmen.

## Leben
Als mittleres Kind von drei Töchtern des Film- und Fernsehproduzenten Frithjof Zeidler und der Schauspielerin Rotraud Mundschenk-Zeidler wuchs Beatrice Kramm in Hamburg und Umgebung auf. Nach dem Abitur studierte sie Rechtswissenschaften in Berlin und Genf und promovierte nach bestandenen juristischen Staatsexamen an der Humboldt-Universität zu Berlin.
Nachdem die Juristin 1994 bei der IHK Berlin als Referentin in der Abteilung Recht und Stadtentwicklung ihr Berufsleben begonnen hatte, wechselte sie nur ein knappes Jahr später in die Firma ihres Vaters, der als geschäftsführender Gesellschafter die Polyphon Film- und Fernsehgesellschaft zu einer der erfolgreichsten Produktionsfirmen Deutschlands aufgebaut hatte.
Beatrice Kramm begann ihre Karriere als Producerin mit zwei Folgen des „Polizeiruf 110“ für die ARD und dem Serienerfolg „HeliCops – Einsatz über Berlin“ für SAT1. In den folgenden drei Jahren war sie in unterschiedlichen Positionen an diversen Produktionen beteiligt, bevor sie 1998 Mitglied der Geschäftsführung der Polyphon Film- und Fernsehgesellschaft sowie deren Tochtergesellschaften wurde. Mit dem Ausscheiden des Vaters übernahm sie 2002 selbst Geschäftsanteile und wurde so zur geschäftsführenden Gesellschafterin. Den Vorsitz der Geschäftsführung erhielt sie 2014 nach dem Ausscheiden ihres Vorgängers Hubertus Meyer-Burckhardt. Seitdem führt sie die Polyphon-Gruppe mit ihren Tochtergesellschaften, der DOKfilm in Babelsberg und der Polyphon Pictures in Baden-Baden.
Nach dem Tod des Erfolgsproduzenten Wolfgang Rademann (2017) übernahm Beatrice Kramm das Steuer der Erfolgsserie „Das Traumschiff“ (ZDF, seit 1981) und entwickelte das Format als Produzentin bis heute weiter.
Die mehrfach ausgezeichnete Produzentin war die treibende Kraft bei der Entwicklung neuer Formate, darunter „Doctor’s Diary“ (RTL, 2008–2011), „Familie Dr. Kleist“ (ARD, 2004–2020), „Tempel“ (ZDF Neo 2016), „Magda macht das schon!“ (RTL, 2016–2021) und die seit elf Jahren laufende Kinderserie „Tiere bis unters Dach“ für den SWR.
Die Webserie „Familie Braun“ (ZDF, 2016), in der sich ein Neonazi gemeinsam mit einem Nazi-Freund um seine sechsjährige schwarze Tochter kümmern muss, wurde vom Publizisten Henryk M. Broder als „großer Wurf“ gelobt und unter anderem mit einem International Emmy Award ausgezeichnet.
Als „Krimiserie des Jahres“ wurde 2021 beim Deutschen Fernsehkrimi-Festival „Die Toten von Marnow“ ausgezeichnet, die von der Frankfurter Allgemeinen Zeitung (FAZ) als „richtig gutes Fernsehen“ gewürdigt wurde. Die beiden Hauptdarsteller Petra Schmidt-Schaller und Sascha Geršak erhielten für ihre Leistung den Deutschen Fernsehpreis 2021 als beste Hauptdarsteller.

## Politisches Engagement
Neben ihrer unternehmerischen Tätigkeit engagiert sich Beatrice Kramm seit 2002 in der Industrie- und Handelskammer zu Berlin, deren Präsidium sie seit 2005 angehört. Zwischen 2006 und 2016 war sie deren Schatzmeisterin und Vizepräsidentin. 2016 wurde Beatrice Kramm zur ersten weiblichen Präsidentin der IHK Berlin gewählt. In ihrer Amtszeit vertrat sie die Interessen der Berliner Wirtschaft in der Corona-Krise gegenüber der Politik, brachte einen Ausbildungspakt auf den Weg und öffnete die Kammer zu ihren Mitgliedern.
Seit 12 Jahren gehört sie dem Aufsichtsrat der Ideal Versicherungs AG an, sie war Mitglied im Aufsichtsrat der Messe Berlin, und saß über fünf Jahre im Aufsichtsrat von Berlin Partner für Wirtschaft und Technologie GmbH und der UrbanTec Republik – Tegel Projekt GmbH. Außerdem ist sie Mitglied der Karl Hofer Gesellschaft.

## Privatleben
Beatrice Kramm lebt in Berlin-Charlottenburg, ist verheiratet und Mutter zweier erwachsener Söhne.

## Filme (Auswahl) als Produzentin
- 2007: Früher oder später (ZDF)[7]
- 2007: Alma ermittelt – Tango und Tod (ZDF)[8]
- 2008: Braams – Kein Mord ohne Leiche (ZDF)[9]
- 2008: Das Traumpaar (MDR)[10]
- 2009: Romeo und Jutta (MDR)[11]
- 2010: Valerie[12]
- 2010: Wiedersehen mit einem Fremden (SWR)[13]
- 2011: Polnische Ostern (ZDF Debüt)[14]
- 2014: Zeit der Zimmerbrände (SWR)[15]
- 2017: Atempause (MDR)[16]
- 2021: Auf dünnem Eis (ZDF)[17]

## Serien (Auswahl) als Produzentin
- 1995/1997: Polizeiruf 110 (NDR/Das Erste)
- 1998–2001: HeliCops – Einsatz über Berlin (Sat.1)[18]
- 2002–2011: Wie erziehe ich meine Eltern (MDR/Kika)
- 2004–2020: Familie Dr. Kleist (MDR/Das Erste)[19]
- 2008–2011: Doctor’s Diary – Männer sind die beste Medizin (RTL)
- 2010: Tiere bis unters Dach (SWR/Kika)[20]
- 2010–2016: Der Bulle und das Landei (SWR/Degeto)[21]
- 2011–2012: Emilie Richards (ZDF)[22]
- 2013: Christine. Perfekt war gestern! (RTL)[23]
- 2016: Familie Braun (ZDF)
- 2016: Tempel (ZDF Neo)[24]
- seit 2017: Das Traumschiff (ZDF)[25]
- 2017–2021: Magda macht das schon! (RTL)
- Seit 2017: Kreuzfahrt ins Glück (ZDF)[26]
- Seit 2019: FRITZIE – Der Himmel muss warten (ZDF)[27]
- 2021: Die Toten von Marnow (NDR/Degeto)
- 2023: Tod am Rennsteig – Auge um Auge (MDR/Degeto)
- 2024: Finsteres Herz – Die Toten von Marnow 2 (NDR/Degeto)

## Auszeichnungen
- 2008: Deutscher Fernsehpreis in der Kategorie „Beste Serie“ für Doctor’s Diary[28]
- 2008: Deutscher Comedypreis in der Kategorie „Beste Comedy-Serie“ für Doctor’s Diary[29]
- 2009: Deutscher Comedypreis in der Kategorie „Beste Comedy-Serie“ für Doctor’s Diary[30]
- 2016: Deutscher Comedypreis in der Kategorie „Beste Innovation“ für Familie Braun[31]
- 2017: International Emmy Award in der Kategorie „Short-Form Series“ Familie Braun[32]
- 2018: Deutscher Fernsehpreis in der Kategorie „Beste Comedy-Serie“ Magda macht das schon![33]
- 2020: Auszeichnung der Biberacher Filmfestspiele in der Kategorie „Bester Fernsehfilm“ für „Auf dünnem Eis“[34]
- 2021: Auszeichnung des Deutschen Fernsehkrimi-Festivals in der Kategorie „Krimi-Serie des Jahres“ für Die Toten von Marnow[35]